# 위징구

위징구의 위치

위징구(한국어: 옥정구, 중국어: 玉井區, 병음: Yùjǐng Qū)는 중화민국 타이난시의 시할구이다. 망고의 산지로서 유명하다. 넓이는 76.3662km2이고, 인구는 2015년 8월 기준으로 14,386명이다.

## 지리
위징구은 타이난시 동부에 위치하고 서쪽은 다네이구, 산상구와, 동쪽은 난시구와, 남쪽은 쭤전구, 난화구와 각각 접하고 있다. 아리산산맥의 남단에 위치해 산악 지대가 펼쳐져 있지만, 타이 3선과 타이 20선이 교차하고 있어 교통의 요충지이다.

## 역사
위징구의 옛 이름은 대무롱(大武壟)이며, 옛날에는 추족 초파년사 등의 거주지였다. 정성공 시대, 대목강(신화진) 일대에 거주하고 있던 시라야족이 한족의 진출의 영향으로 이곳으로 이주하였다. 청대의 옹정 연간, 한족은 위징 지구에도 이주 하게 되어 취락이 형성되었다. 1915년, 위칭팡 등이 일으킨 타파니 사건이 발생해, 타이완에서 최대 규모의 무장 항일 사건이 발생하였다. 1920년의 타이완 지방제 개편 때, 타파니(噍吧哖 Tapani)와 소리가 가까운 일본어인 다마이(玉井)로 개칭되어 다이난주 신카군의 관할이 되었다. 전후는 타이난현 위징향으로 고쳐졌다.
2010년 12월 25일, 타이난현과 타이난시가 합병하며 타이난시 위징구가 되었다.

## 같이 보기
- 타이난시